# Euphorbia scarlatina
Euphorbia scarlatina es una especie de fanerógama perteneciente a la familia Euphorbiaceae. Es endémica de Kenia.

## Descripción
Es un arbusto suculento, erecto y muy ramificado que alcanza los 3 m de altura, con  (4) 5-6 ramas en ángulo recto, de 1,5-2.5 cm de espesor, ± constreñidas a intervalos de 10-30 cm;  con dientes de 1 a 3 cm de longitud y espinosa.

## Hábitat
Se encuentra en las pendientes rocosas y suelos de lava con matorrales caducifolios; a una altitud 600-2000 m altura.
Es muy parecida a Euphorbia tescorum.

## Taxonomía
Euphorbia scarlatina fue descrita por Susan Carter Holmes y publicado en Kew Bulletin 42: 392. 1987.
Etimología
Euphorbia: nombre genérico que deriva del médico griego del rey Juba II de Mauritania (52 a 50 a. C. - 23), Euphorbus, en su honor – o en alusión a su gran vientre –  ya que usaba médicamente Euphorbia resinifera. En 1753 Carlos Linneo asignó el nombre a todo el género.
scarlatina: epíteto